# Kumlbúa þáttr
Kumlbúa þáttr es una historia corta islandesa (þáttr) que trata sobre un islandés llamado Þorsteinn que obtiene una espada de una tumba. Su difunto propietario se le aparece en sueños y en un verso advierte que devuelva el arma, pero Þorsteinn responde con un verso desafiante. El relato suele ir acompañado de otro en los manuscritos, Bergbúa þáttr que también muestra a seres sobrenaturales que recitan versos para los humanos. El texto sobrevive de forma fragmentaria en el documento AM 564a 4.º.